# Cassandra Solback
Cassandra Linnéa Solback, född den 10 februari 1986, är en svensk multijournalist, författare, illustratör, föreläsare och skådespelare.
Solback är verksam som frilansjournalist och går bland annat att läsa i SvD Junior, Allas, och Fempers. Solback är en återkommande filmkritiker för webbtidningen Cinetaste och recenserar främst nordisk film och serier. Hon studerar även för att ta en kandidatexamen i filmvetenskap. Solback är även verksam inom Frilans Riks i Journalistförbundet, som kassör och finns med i Frilanskatalogen. Hon är ansvarig utgivare för tidningen Rösten.
Solback har sju utgivna böcker och är även illustratör till två av dessa. Solback är en av de kvinnor som visar sitt ansikte i Cissi Wallins och Maria Svelands dokumentär De rättslösa, 2021. Hon spelar rollen som slimefluencern "Silly" i UR:s serie Skärmtid med Tyra och Tom, 2024.

## TV-serier
- 2021 – Heder (säsong 3, statist)
- 2024 – Skärmtid med Tyra och Tom (avsnitt 5, rollen som "Silly")